# Liste der Monuments historiques in Pont-sur-Sambre
Die Liste der Monuments historiques in Pont-sur-Sambre führt die Monuments historiques in der französischen Gemeinde Pont-sur-Sambre auf.

## Liste der Bauwerke
| Bezeichnung                     | Beschreibung              | Standort              | Kennzeichnung | Schutzstatus | Datum | Bild           |
| ------------------------------- | ------------------------- | --------------------- | ------------- | ------------ | ----- | -------------- |
| Geburtshaus von Félix del Marle |                           | 119, Grand-Rue (Lage) | PA59000095    | Inscrit      | 2003  |                |
| Tour du Guet                    | Erbaut im 17. Jahrhundert | Grande-Rue (Lage)     | PA00107774    | Inscrit      | 1969  | weitere Bilder |